# Cavallo Dala

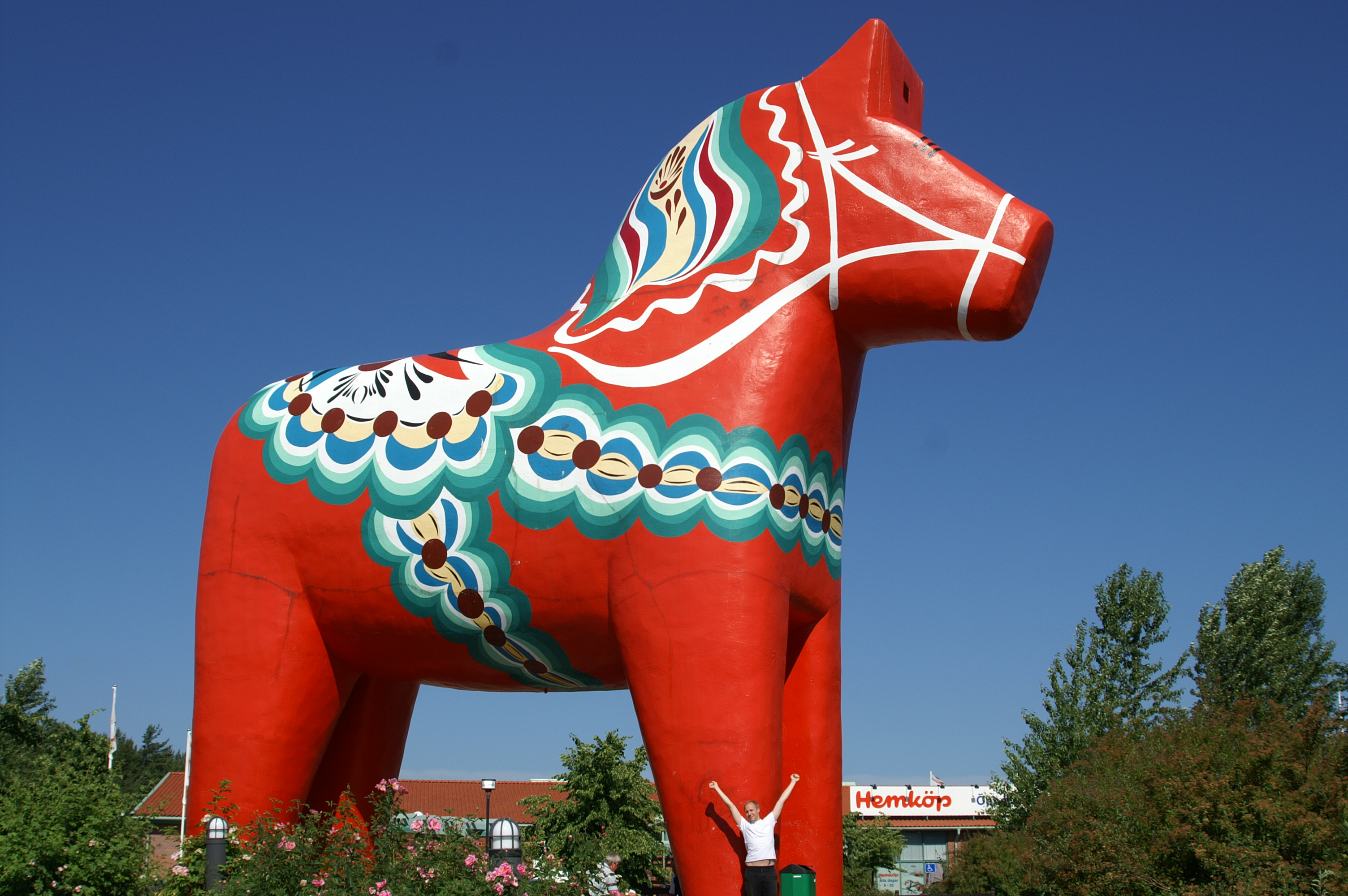
Il più grande cavallo Dala del mondo, costruito in cemento, si trova nel comune di Avesta, in Svezia

Un Cavallo Dala (in svedese dalahäst) è una tradizionale statuetta in legno raffigurante un cavallo, proveniente dalla provincia svedese di Dalarna. In passato il cavallo Dala era usato principalmente come giocattolo per i bambini, mentre oggigiorno è divenuto un simbolo del Dalarna e della Svezia in generale.

## Storia
Tradizionalmente un cavallo Dala è dipinto in un rosso brillante, con i dettagli e i finimenti in bianco, verde, giallo e blu. Il cavallo può essere anche dipinto in blu brillante o, se proviene dalla zona di Rättvik, in grigio. La forma peculiare del cavallo è dovuta all'uso di un particolare stile di intaglio. I blocchi di legno usati per la costruzione del cavallo provenivano in origine dagli scarti della lavorazione delle casse degli orologi della regione del Dalarna.
Fu nei piccoli capanni sprofondati nelle foreste, durante le lunghe notti invernali davanti al fuoco del camino, che nacquero i precursori del cavallo Dala. Usando attrezzi semplici, generalmente solo un coltello, gli intagliatori creavano giocattoli per i loro bambini. È naturale che molti di questi giocattoli fossero cavalli, dato che il cavallo in quei tempi era un amico fidato e un lavoratore in grado di trainare grossi carichi di legna dalle foreste durante i mesi invernali, mentre in estate poteva essere parimenti utile nei campi.
Secondo alcuni il cavallo Dala sarebbe ispirato a Sleipnir, il cavallo di Odino, ma diversamente da Sleipnir non possiede otto zampe.

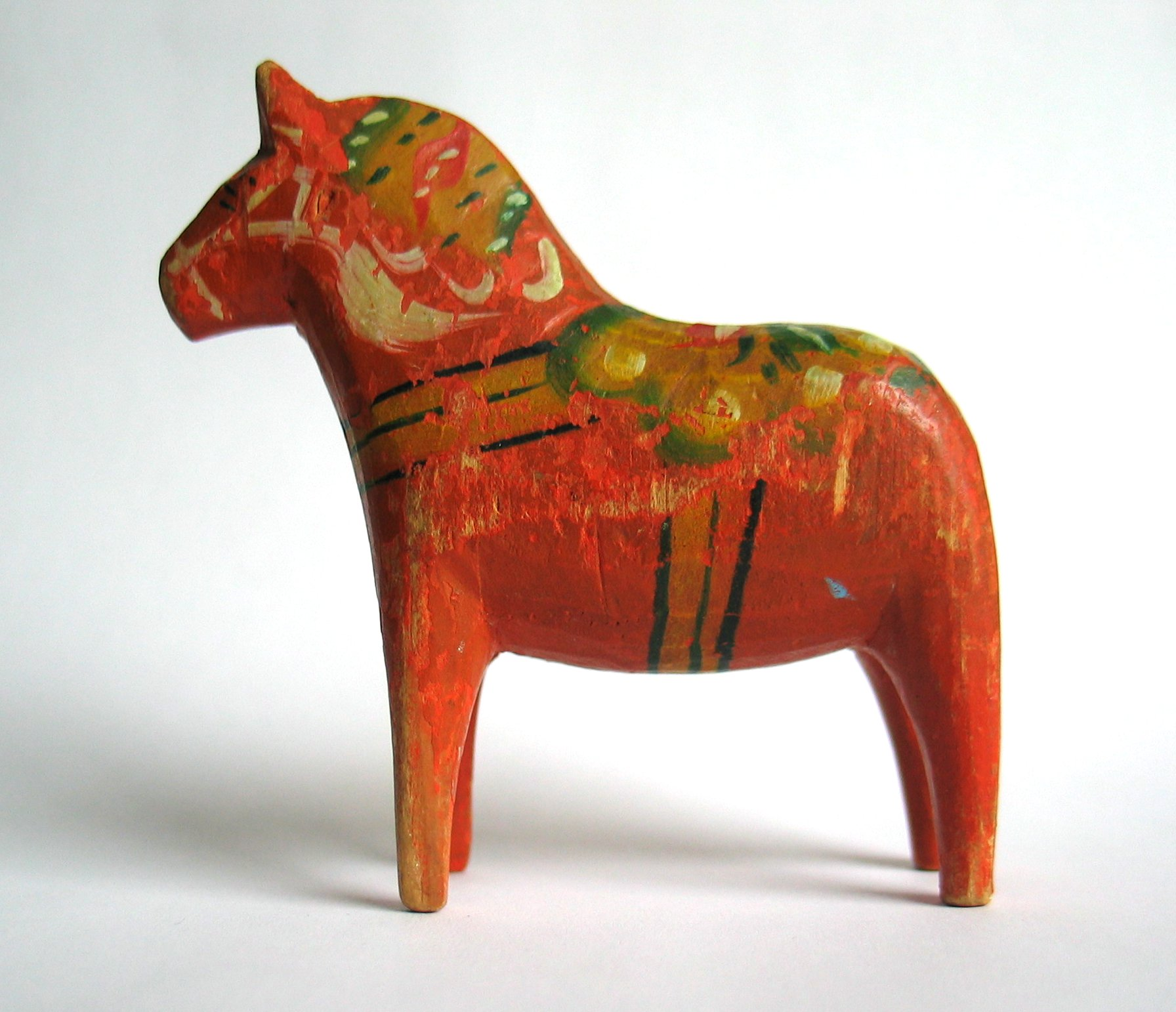
I cavalli di legno sono dipinti in stile kurbits.

Un'altra leggenda apocrifa sul cavallo Dala vuole che sia diventato giocattolo nazionale nel 1716. Secondo la leggenda, i soldati leali a re Carlo XII erano acquartierati nella regione di Dalarna e intagliavano i giocattoli come dono per i loro ospiti..
I primi riferimenti alla vendita dei cavalli di legno risalgono a quasi 400 anni fa, più precisamente al 1623. La decorazione odierna è vecchia di circa 150 anni, e riflette uno stile di pittura noto come kurbits. Nel XIX secolo Stickå-Erik Hansson, da Mora introdusse la tecnica, ancora in uso oggi, di dipingere con due colori sullo stesso pennello. L'odierno cavallo Dala è ancora un oggetto lavorato a mano, in legno di pino. Almeno nove persone differenti contribuiscono con la loro abilità alla creazione di ciascun cavallo.

### Origini
Si ritiene che l'intaglio dei cavalli Dala abbia avuto inizio nel villaggio di Bergkarlas, anche se i vicini villaggi "del cavallo" di Risa, Vattnäs e Nusnäs erano anch'essi centri di produzione dei cavalli. Questi villaggi erano coinvolti nella fabbricazione di mobili e orologi, ed è probabile che i pezzi di legno scartati dalla lavorazione venissero usati per i cavalli giocattolo da dare ai bambini come passatempo invernale. 
L'arte di intagliare e dipingere i cavallini fiorì rapidamente nel XIX secolo, quando la crisi economica nella regione portò a una loro maggior produzione. I piccoli cavalli divennero un importante oggetto di scambio. La produzione potrebbe essere iniziata come un modo per far passare le ore durante i lunghi mesi invernali, ma presto i cavalli Dala vennero commerciati in cambio di beni per la casa, e il loro intaglio e pittura fiorirono in una vera e propria industria casalinga. Le famiglie rurali dipendevano dalla produzione di cavalli come aiuto per portare il cibo in tavola, mentre l'abilità nell'intagliare e dipingere veniva passata di generazione in generazione.
La decorazione del cavallo Dala (i primi esemplari erano monocromatici) ha le sue radici nella pittura dei mobili e venne perfezionata nel corso degli anni. Probabilmente il decoratore più celebre fu Stikå-Erik Hansson da Risa, il primo pittore di cavalli a usare due colori contemporaneamente sullo stesso pennello.
C'erano gli intagliatori e i pittori, ed era considerato un grande onore per un intagliatore che il proprio cavallo venisse dipinto da un pittore famoso come Stikå-Erik! (Nel libro "The Wooden Horses of Sweden," l'autore scoprì che questo famoso pittore di cavalli Dala venne sepolto nel cimitero di una piccola chiesa in Nebraska, dopo che emigrò nel Midwest nel 1887, all'età di 64 anni.) Egli cambiò il proprio nome in Erik Erikson dopo l'arrivo in America.

## Differenze geografiche
Ogni artista ha un suo particolare stile di pittura, e i pochi che sono abbastanza vecchi da ricordare di prima o seconda mano la storia, sono in grado di dire da quale parrocchia, e in alcuni casi da quale intagliatore o pittore, provenga un particolare cavallo.
I cavalli hanno forme distintive. Alcuni, come i cavalli di Nusnäs sono tarchiati cavalli da tiro; altri sono magri e dritti, con un portamento maestoso, come i cavalli di Rättvik. Molte delle opere dei primi fabbricanti non esistono più, ma quelle che rimangono sono tenute in gran conto e il loro disegno unico viene ancora riprodotto.
Oggi Nusnäs è il centro della produzione dei cavalli Dala e i laboratori più celebri sono quelli di Nils Olsson e Grannas Olsson. I cavalli vecchio stile vengono intagliati a mano e dipinti in modo da replicare lo stile degli antichi cavalli che si possono trovare nei musei svedesi o nelle collezioni private.

## Produzione
La Grannas A. Olssons Hemslöjd AB, fondata nel 1922, è la più vecchia azienda che ancora produce i cavalli Dala. La Nils Olssons Hemslöjd è quasi altrettanto vecchia. Oggigiorno la maggior parte dei cavalli viene prodotta a Nusnäs, un piccolo villaggio nei pressi di Mora.
Il legno nel quale vengono intagliate le figure proviene dalle foreste di pini attorno al lago Siljan. Tale legno è ideale per la carpenteria e l'intaglio. Gli alberi dai quali verranno tratti i cavalli vengono segnati quando ancora sono nella foresta. Solo il legname migliore verrà selezionato per la lavorazione. Gli alberi vengono abbattuti e segati in pezzi di dimensione adeguata per i blocchi dai quali verranno poi creati i cavalli Dala.
I blocchi vengono segati e intagliati a mano. Per questo motivo, non esistono due cavalli identici. I cavalli vengono immersi in un fondo subito dopo l'intaglio, per rivelare qualsiasi difetto del legno che necessiti di essere corretto. Dopo l'appliccazione del fondo, le cavità del legno vengono riempite in modo da ottenere una superficie levigata. I cavalli vengono lucidati per dargli un ulteriore finitura.
Dopo la carteggiatura i cavalli vengono immersi nella vernice del colore appropriato. I motivi tradizionali vengono dipinti a mano libera da esperti pittori dotati di grande abilità sviluppata nel corso di diversi anni. Infine, tutti i cavalli ben riusciti vengono laccati e sono pronti per essere spediti da Nusnäs nel resto del mondo, come simbolo della Svezia.

### Produzione del cavallo Dala

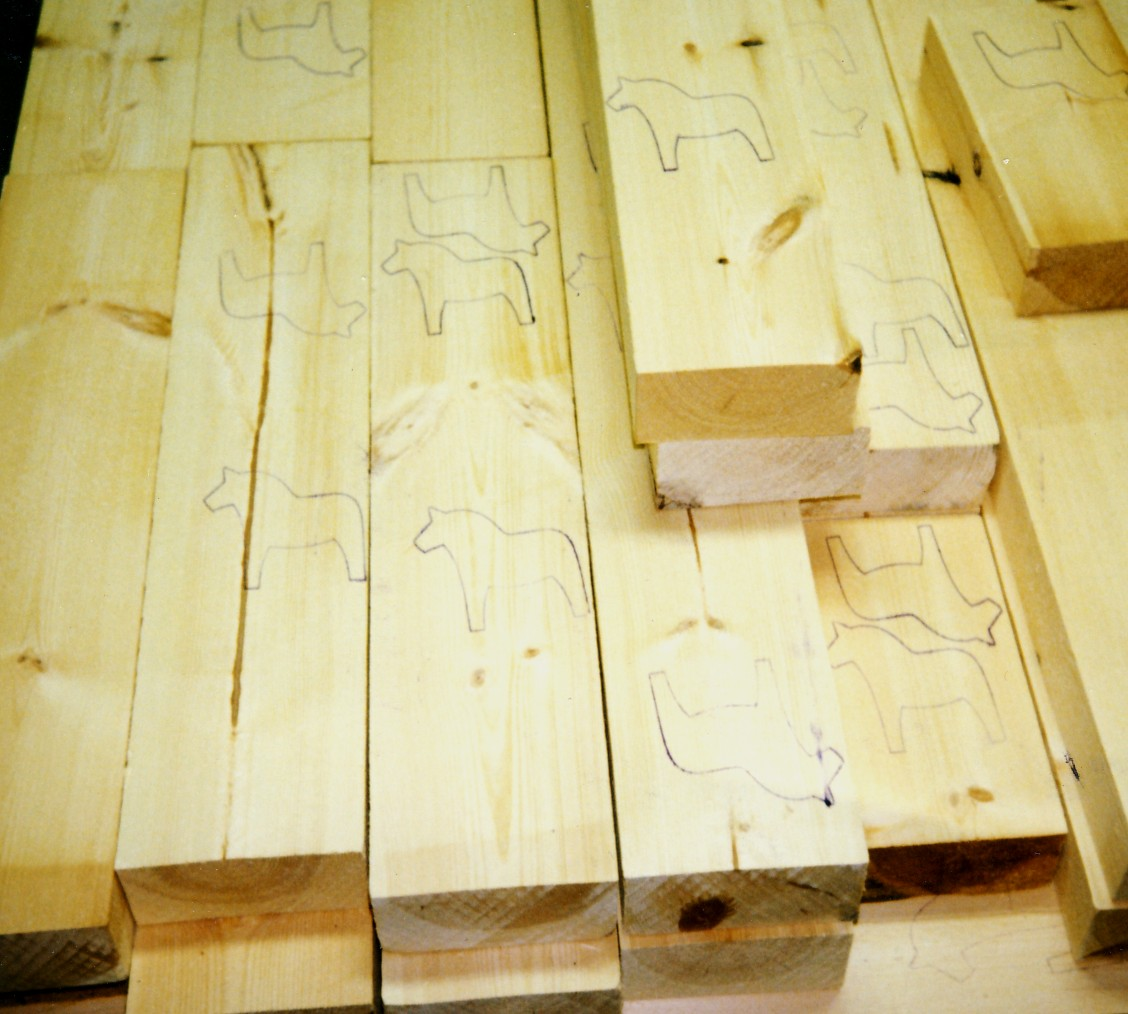
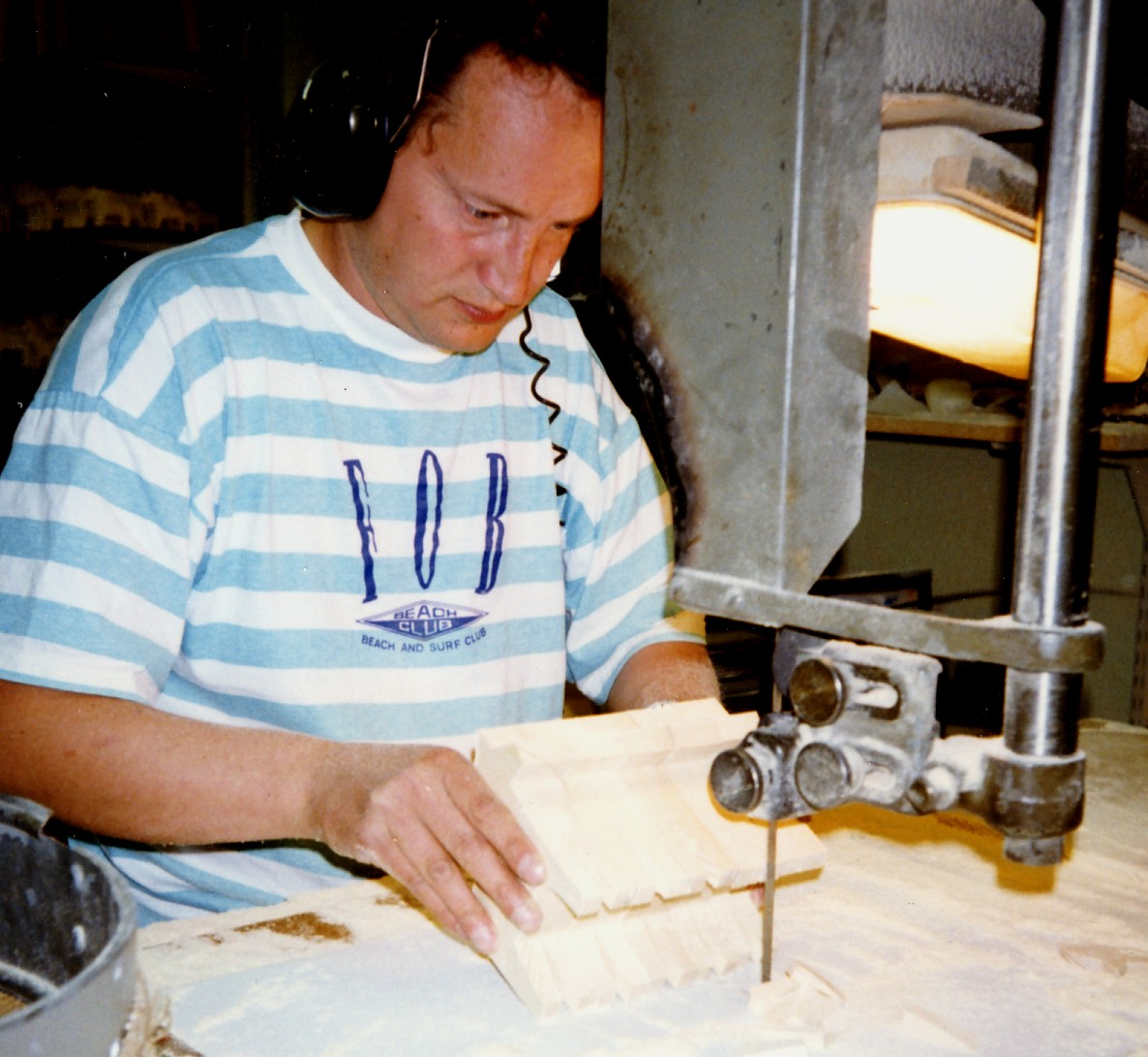
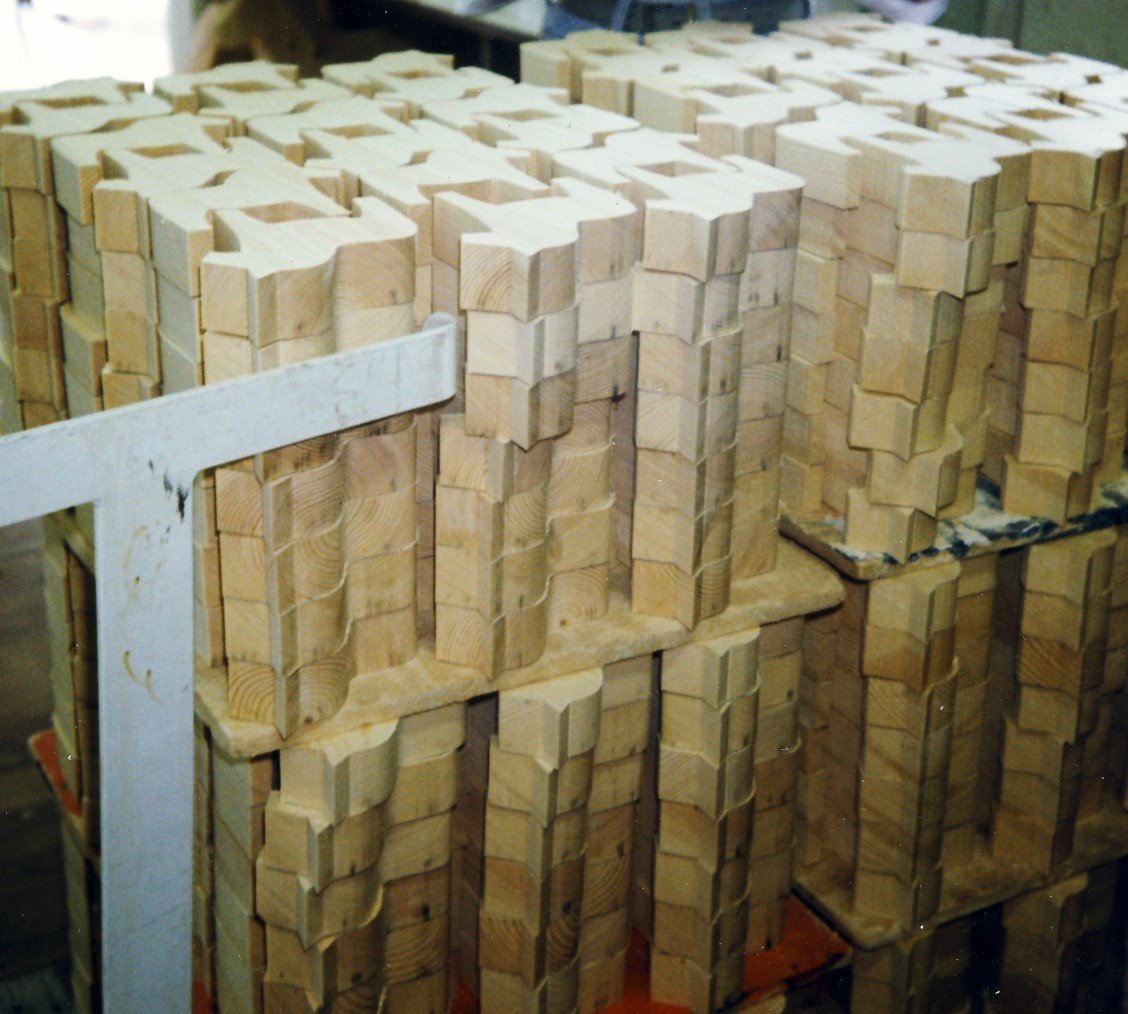
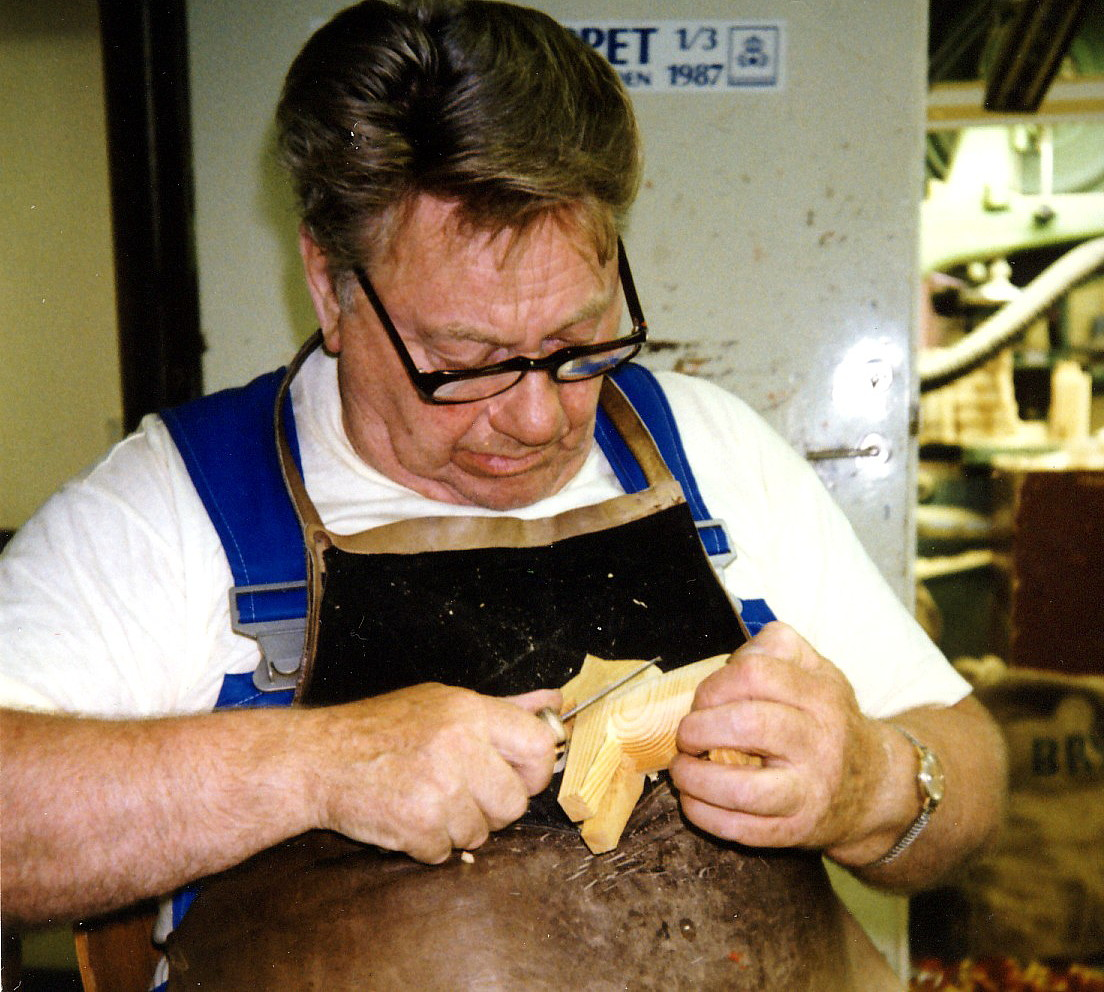
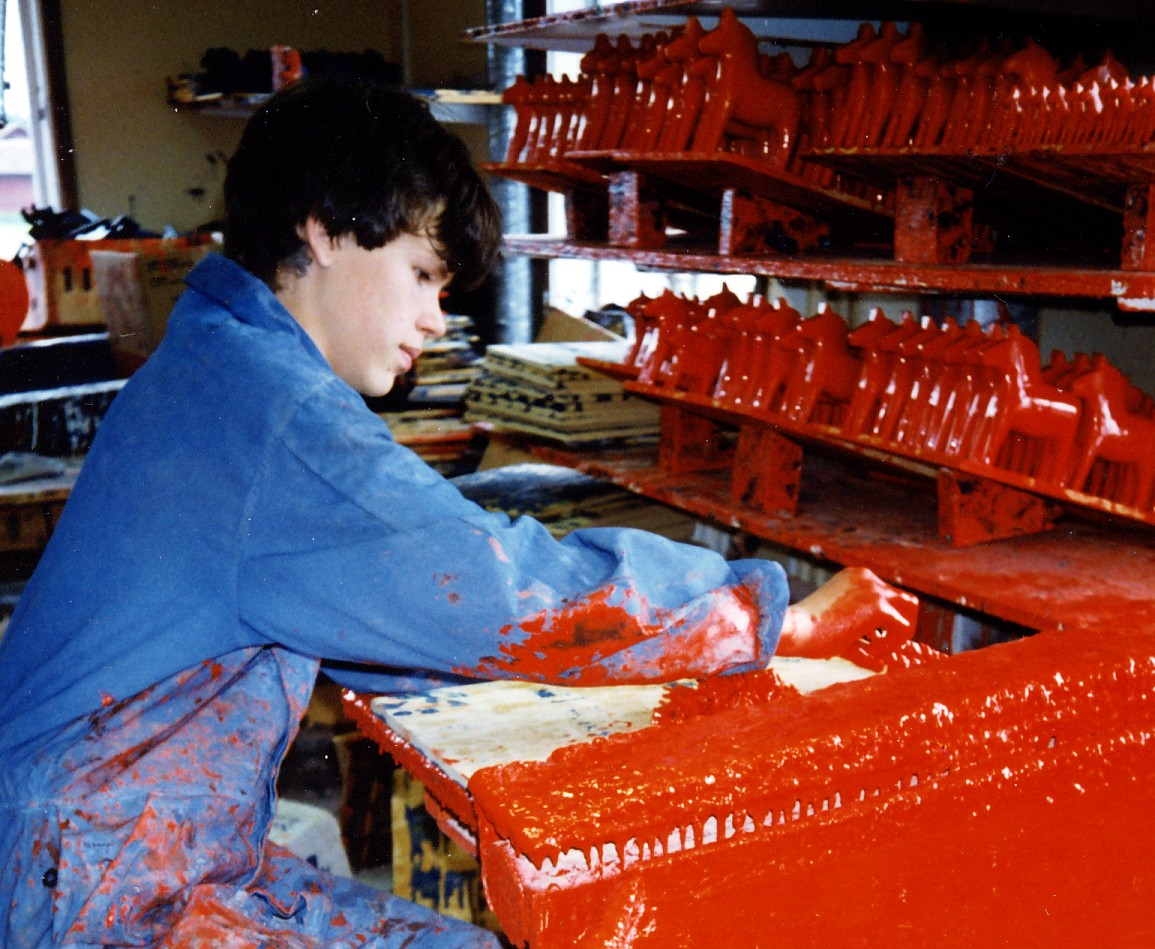
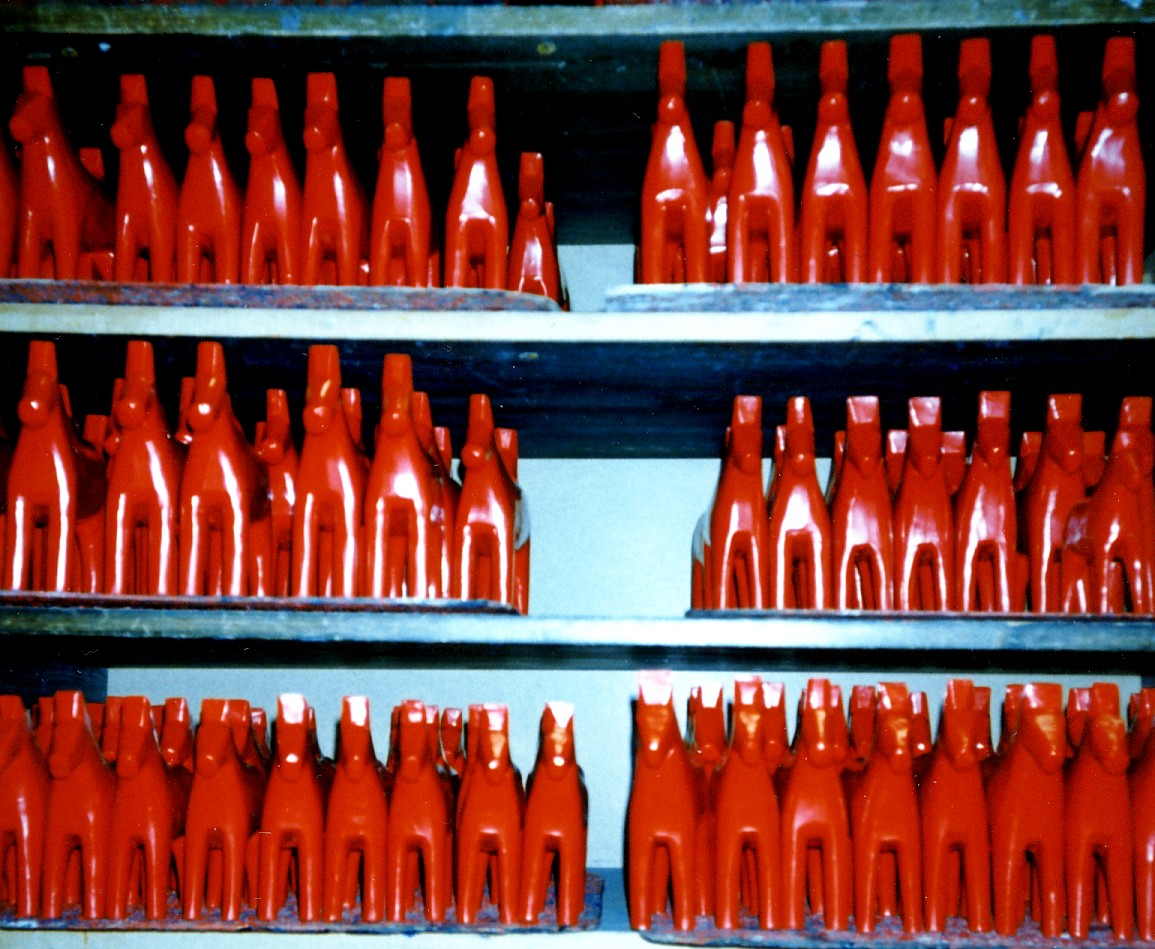
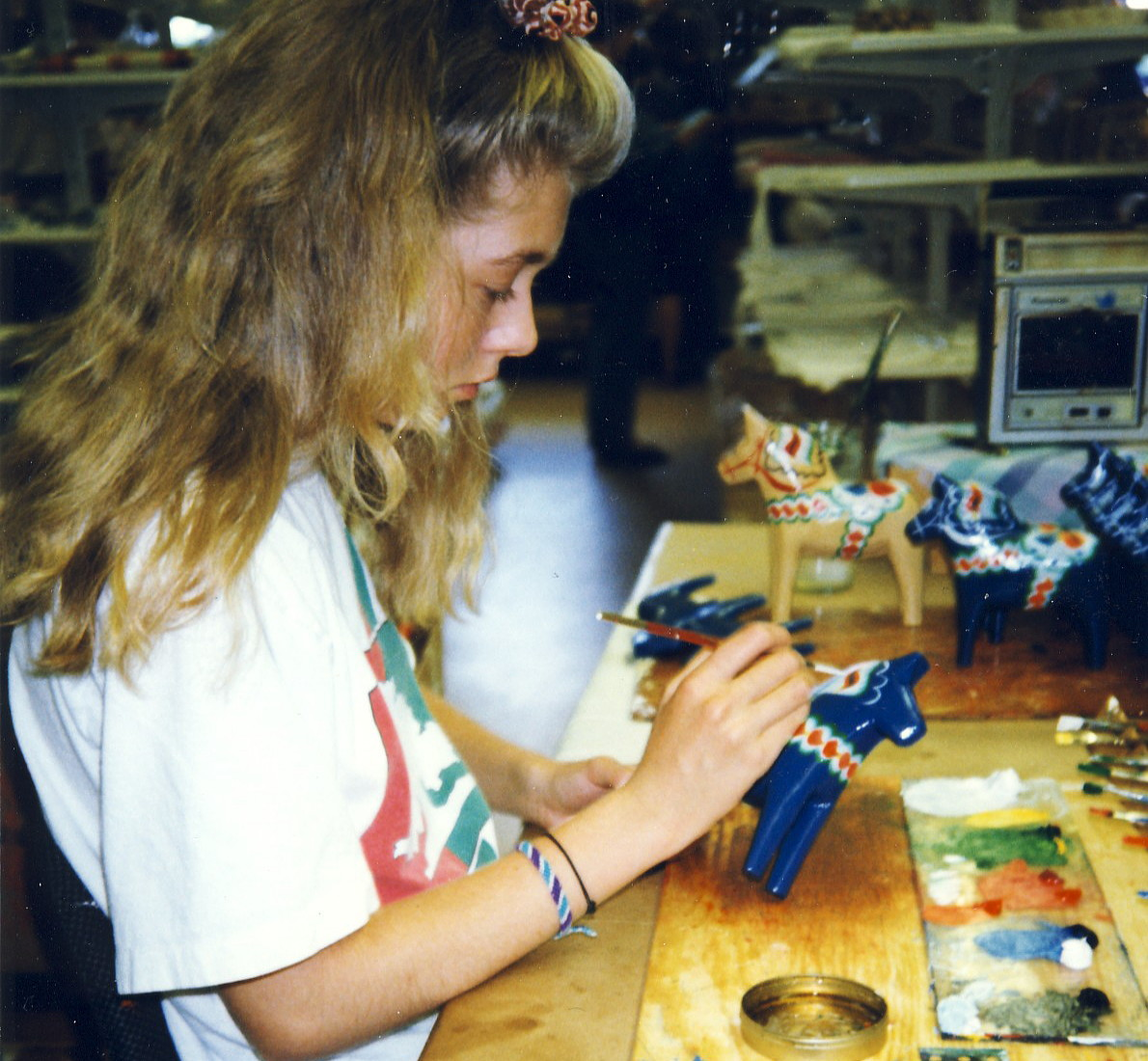
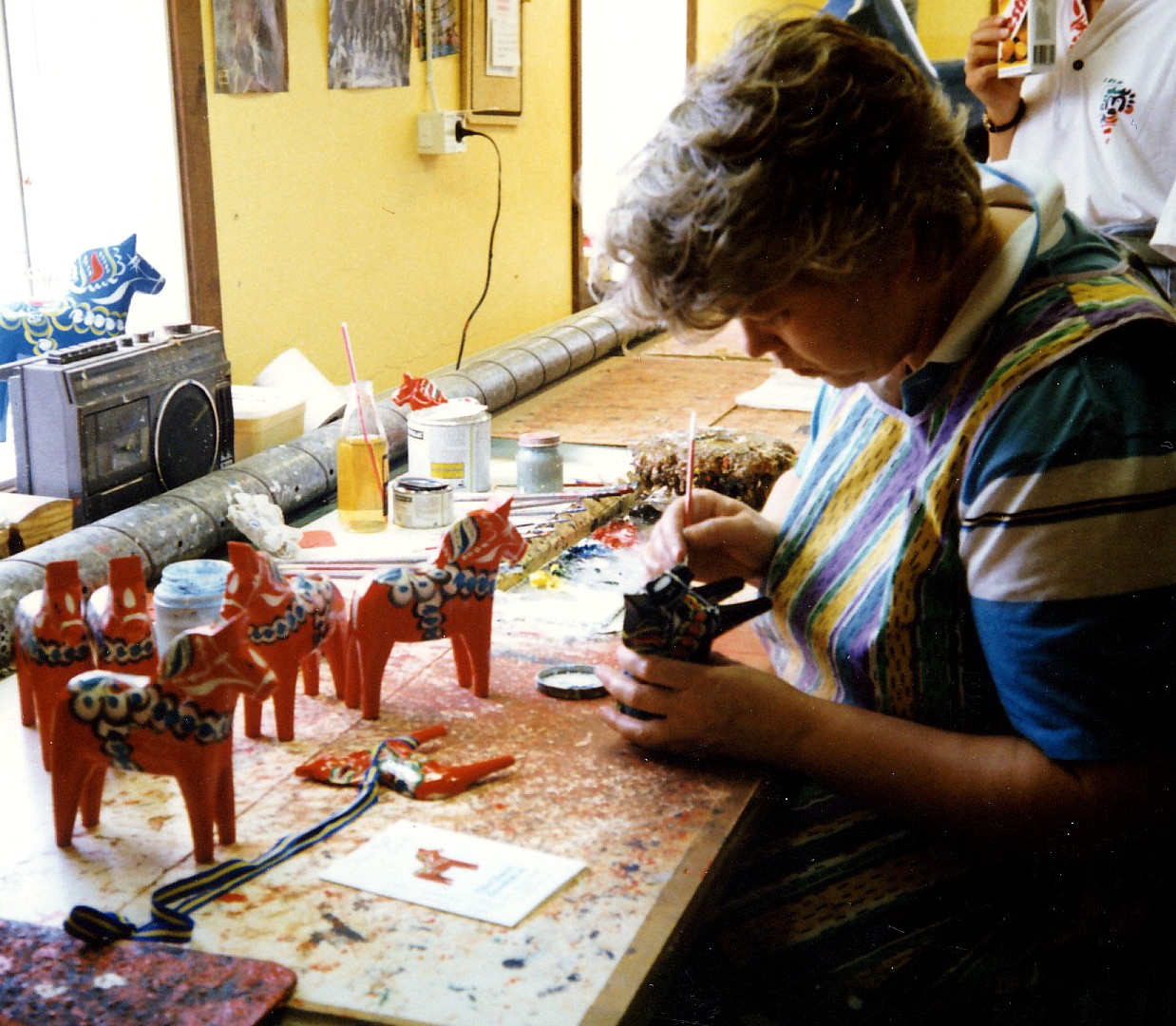